# 目黒FM
目黒FM（めぐろえふえむ、英語: MEGURO FM ）は、東京都目黒区下目黒にある株式会社クロアが運営するインターネット放送局。動画配信サービスを利用し、眠りを様々な角度から捉えたコンテンツをオンライン配信するヒーリング・エンタテインメント・ステーション。 眠れる音楽・ライフスタイルBGM、人気声優による朗読など、様々なコンテンツを発信している。目黒FM、MEGURO FMとも表記される。

## 概説
2012年3月16日に開局。地域情報や、バラエティ、釣り、アイドルなど動画配信プラットフォームのAbemaTV FRESH!、Ustream、ニコニコ生放送で生放送番組を主体としていたが、現在では「眠りのエンタテインメントステーション」として人気声優の朗読や眠れるヒーリング音楽、ライフスタイルBGMなどをYoutubeにて配信している。
以前は、FM電波88.0MHz放送帯のミニFMとしても放送を行っていたが現在は不明。

## 沿革
- 2012年3月16日　目黒FM開局 
  - ニコニコ生放送・Ustream 配信開始
  - 4月14日「安田大サーカスクロちゃんのアイドルステーション」　放送開始　
  - 5月4日「Sugar Candy」 放送開始
  - 7月26日「大西ライオンのハクナマタタ」 放送開始
- 2013年
  - 9月21日「ツリラブ」放送開始
  - 10月28日「吉田木村の漢塾（おとこじゅく）」放送開始
  - 12月19日「大西ライオンのハクナマタタ」放送終了
  - 12月20日「Sugar Candy」放送終了
- 2016年1月  AbemaTV FRESH! 目黒FMチャンネル開局
- 2017年5月「ツリラブ」放送終了

## 現在配信している番組
- よみほぐ
毎週木曜日配信。2017年10月5日配信開始。「よみほぐ師」と呼ばれる声優が童話や昔話などの作品を朗読。
現在はアーカイブ配信のみ。
- おやすみまえの文学
毎月木曜日22:00配信。2020年7月2日配信開始。
現代社会を生き抜く大人達がかつての青春時代に一度は読んだであろう、読み逃したであろう名作文学を声のプロ達が朗読。
- よみほぐASMR
隔週木曜日22:00配信。2020年11月19日配信開始。
よみほぐの2017年10月の配信開始から3周年を迎えるにあたり、新たにバイノーラルマイクを駆使した人気声優のASMR朗読をスタート。

## 以前放送されていた番組
- Sugar Candy[2]
  - 出演者：ムーディ勝山・福井仁美・新部宏美・小谷津友里
- 大西ライオンのハクナマタタ[3]
  - 出演者：大西ライオン・石澤倫子
- ツリラブ
- 「安田大サーカスクロちゃんのアイドルステーション」
- 「吉田木村の漢塾（おとこじゅく）」